# رون دين (لاعب كرة قدم أسترالية)
رون دين (بالإنجليزية: Ron Dean)‏ هو لاعب كرة قدم أسترالية أسترالي، ولد في 12 يناير 1916، وتوفي في 23 أبريل 1998.

## وصلات خارجية
- رون دين على موقع AustralianFootball.com (الإنجليزية)
- رون دين على موقع AFLtables.com (الإنجليزية)